# خطوط الاسكا الجوية الرحلة 261
خطوط ألاسكا الجوية الرحلة 261 طائرة ماكدونل دوغلاس إم دي-83 كانت تحمل علي متنها 83 راكبا و5 من أفراد الطاقم في رحلة طيران من بويرتو فالارتا إلي سياتل عبر سان فرانسيسكو في 31 يناير 2000 بقيادة الكابتن تيد تومبسون البالغ من العمر 53 عاما الذي أمضي 8 سنوات مع القوات الجوية الأمريكية وطيارا خبيرا للشركة لمدة 22 عاما وحلق لمدة 17,750 ساعة طيران من بينها حوالي 4 الآف ساعة طيران علي متن طائرات ماكدونل دوغلاس إم دي-80 والمساعد أول ويليام «بيل» تانسكي البالغ من العمر 57 عاما الذي أمضي 8 سنوات مع القوات الجوية الأمريكية ومساعد طيار خبيرا للشركة لمدة 26 عاما وحلق لمدة 8,140 ساعة طيران من بينها 8,060 ساعة طيران علي متن طائرات ماكدونل دوغلاس إم دي-80.

## الغوص الأول والاستعادة
عند الساعة 4:09 بتوقيت غربي الولايات المتحدة بعد محاولات كثيرة لتشغيل مفتاحي الموازن الأفقي غطست الطائرة بدرجة انحراف 75 درجة بسرعة حوالي 400 ميل/ساعة (243 كم/ساعة) من ارتفاع 31,500 قدم (19 كم) إلي 23,500 قدم (11 كم) خلال دقيقة وثلث وتمكن الطياران من استعادة السيطرة من الطائرة.

## الغوص الثاني والتحطم

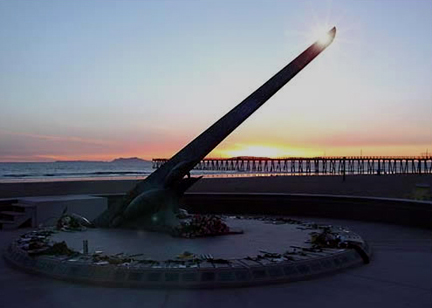
ساعة شمسية تذكارية لرحلة الخطوط الجوية ألاسكا رقم 261

عند الساعة عند الساعة 4:19 بتوقيت غربي الولايات المتحدة بعد 10 دقائق من الغوص الأولي غطست الطائرة ثانية بدرجة انحراف 75 درجة بسرعة حوالي 400 ميل/ساعة (243 كم/ساعة) من ارتفاع 18 ألف قدم (5 كيلومترات ونصف) خلال دقيقة و21 ثانية وتشقلبت الطائرة رأسا علي عقب بدرجة 180 درجة مستقيمة قبل التحطم ولكن البرغي المثبت بأنبوب حديدي الذي يشغل الموازن الأفقي قد أنفصل من الأنبوب الحديدي الذي يثبته والروافع في مؤخرة الذيل خلف الموازن الأفقي أنفصلت عن الطائرة وعند الساعة 4:20:21 بتوقيت غربي الولايات المتحدة تحطمت الطائرة بين بورت هوينيمي بولاية كاليفورنيا وجزيرة أناكابا.

## الطائرات المجاورة
طائرتين في الجوار وشاهد عيان واحد من أحد شواطئ ولاية كاليفورنيا أوضحوا رعب اللحظات الأخيرة لطائرة خطوط الاسكا الجوية الرحلة 261.
- خطوط سكاي ويست الجوية الرحلة 5154 طائرة بومباردييه سي آر جيه 100LR (رقم التسجيل :N410SW) كانت علي متنها 40 راكبا و3 من أفراد الطاقم من مطار سانتا باربارا المحلي بمدينة سانتا باربارا إلي مطار لوس أنجلوس الدولي.
- طائرة ايرو كوماندر 690A (رقم التسجيل :N50DX) كانت تحمل علي متنها راكبان و2 من أفراد الطاقم من مطار أوكلاند الدولي إلي مطار لوس أنجلوس الدولي.

## جون ليوتين
منذ 1998 قبل سنتين من التحطم كان متفقد الصيانة جون ليوتين يتفقد الطائرة في مرآب طائرات للشركة في مطار أوكلاند الدولي وأخبر إدارة الطيران الفيدرالية بالمشكلة ولكن لم تكتشف المشكلة وفي 1 أغسطس 1999 وضعت خطوط ألاسكا الجوية جون ليوتين في إجازة مدفوعة وفي 1 ديسمبر 1999 توجه موظفين من إدارة الطيران الفيدرالية ومكتب التحقيقات الفيدرالي لمطار أوكلاند الدولي ولم تكن عملية تفقد السجلات سريعا ورأي جون ليوتين أخبار التحطم وفي 1 ديسمبر 2001 أتهمت خطوط ألاسكا الجوية جون ليوتين بالتأثير السلبي ولكن جون ليوتين لاحقا أتهم الشركة بالقتل والذنب.

## الخرائط
| Crash site موقع التحطم في ولاية كاليفورنيا |